# FSRU Exemplar
FSRU Exemplar är ett LNG-tankfartyg och flytande regasifieringsanläggning, som hyrts av Gasgrid Finland för tio år från december 2022 för att permanent ligga vid Fortums tidigare kaj i Ingå hamn i Joddböle utanför Ingå.
FSRU Exemplar tar en volym på omkring 151.000 kubikmeter gas, vilket motsvarar omkring 68.000 ton LNG.
Fartyget ägs av amerikanska Excelerate Energy Inc. Det har tidigare legat i  Bahía Blanca i Argentina och fanns närmast placeringen i Finland i Bahía Blanca för 2021 års vintersäsong där. Excelerate Energy anlade 2008 Bahía Blanca GasPort, som var Sydamerikas första LNG-terminal och drev också sedan 2011 Argentinas andra LNG-terminal GNL Escobar i Paraná, Entre Ríos vid floden Paraná.
Den flytande LNG-terminalen ligger 1,5 kilometer från landningspunkten i Finland för naturgasledningen Balticconnector under Finska viken.
Planeringen av FSRU-projektet har skett i nära samarbete mellan Gasgrid Finland och Estlands gasnätsägare Elering AS. Terminalens kapacitet är tänkt att utnyttjas också i Estland och det ihopkopplade baltiska gasnätet.